# USS LST-237
O USS LST-237 foi um navio de guerra norte-americano da classe LST que operou durante a Segunda Guerra Mundial.